# Giro della Toscana 2023
Il Giro della Toscana - Memorial Alfredo Martini 2023, novantacinquesima edizione della corsa e valida come prova dell'UCI Europe Tour 2023 categoria 1.1, si svolse il 13 settembre su un percorso di 191,5 km, con partenza e arrivo a Pontedera, in Italia. La vittoria fu appannaggio del francese Pavel Sivakov, il quale completò il percorso in 4h25'57", alla media di 43,215 km/h, precedendo l'ecuadoriano Richard Carapaz e l'austriaco Felix Großschartner.
Sul traguardo di Pontedera 58 ciclisti, dei 123 partiti dalla stessa località, portarono a termine la competizione.

## Squadre e corridori partecipanti
| N.    | Cod. | Squadra                  |
| ----- | ---- | ------------------------ |
| 2-8   | UAD  | UAE Team Emirates        |
| 11-17 | AQT  | Astana Qazaqstan Team    |
| 21-27 | COF  | Cofidis                  |
| 31-37 | EFE  | EF Education-EasyPost    |
| 41-47 | IGD  | Ineos Grenadiers         |
| 51-56 | ICW  | Intermarché-Circus-Wanty |
| 61-67 | JAY  | Team Jayco-AlUla         |
| 71-77 | COR  | Corratec Selle Italia    |
| 81-87 | EOK  | Eolo-Kometa Cycling Team |

| N.      | Cod. | Squadra                           |
| ------- | ---- | --------------------------------- |
| 91-97   | EUS  | Euskaltel-Euskadi                 |
| 101-107 | GBF  | Green Project-BardianiCSF-Faizanè |
| 112-117 | Q36  | Q36.5 Pro Cycling Team            |
| 121-127 | TEN  | TotalEnergies                     |
| 131-137 | EHE  | Electro Hiper Europa              |
| 141-147 | GSS  | GW Shimano-Sidermec               |
| 151-157 | MGK  | MG.K Vis Colors for Peace         |
| 161-167 | TER  | Team Technipes inEmiliaRomagna    |
| 171-177 | IWD  | Work Service-Vitalcare-Dynatek    |

## Ordine d'arrivo (Top 10)
| Pos. | Corridore           | Squadra     | Tempo    |
| ---- | ------------------- | ----------- | -------- |
| 1    | Pavel Sivakov       | Ineos       | 4h25'57" |
| 2    | Richard Carapaz     | EF          | a 4"     |
| 3    | Felix Großschartner | UAE         | a 45"    |
| 4    | Tadej Pogačar       | UAE         | a 1'28"  |
| 5    | Filippo Zana        | Jayco       | s.t.     |
| 6    | Davide Formolo      | UAE         | a 1'33"  |
| 7    | Ethan Hayter        | Ineos       | a 1'58"  |
| 8    | Vincenzo Albanese   | Eolo        | s.t.     |
| 9    | Gianluca Brambilla  | Q36.5       | s.t.     |
| 10   | Georg Zimmermann    | Intermarché | s.t.     |